# 小尤爾伊夫卡
48°22′52″N 38°57′14″E / 48.38111°N 38.95389°E
小尤爾伊夫卡（烏克蘭語：Мала Юр'ївка）是位於烏克蘭東部的村莊，由盧甘斯克州卢甘斯克区的盧圖希內市鎮負責管轄。該村始建於1950年，面積0.1平方公里，海拔高度151米，2001年人口174，人口密度每平方公里1,775.5人。